# Beutling (Wellingholzhausen)
Der Beutling ist ein 220 Meter hoher Berg im Landkreis Osnabrück (Niedersachsen). 42,8 Hektar des dicht bewaldeten Beutlings sind seit 1937 Naturschutzgebiet.

## Lage
Der Beutling ist Teil des Teutoburger Walds, dessen Hauptkamm er nördlich vorgelagert ist. Er besteht aus Sandstein und Schieferton. Der Berg gehört zum Gebiet von Wellingholzhausen, einem Stadtteil von Melle.
Der Berg liegt südlich des Zentrums von Wellingholzhausen und westlich der Wulfter Heide.

## Aussichtsturm
Auf dem Gipfel steht ein Aussichtsturm des Heimat- und Verschönerungsvereins Wellingholzhausen von 30 Meter Höhe, der im Jahr 2000 fertiggestellt wurde. Der Turm hatte mehrere Vorgängerbauten. Der erste Aussichtsturm wurde 1891 gebaut; er war zehn Meter hoch. 1928 wurde ein zweiter gebaut, der ebenfalls zehn Meter hoch war. Ein 15 Meter hoher Beobachtungsturm aus dem Jahr 1939 diente während des Zweiten Weltkriegs militärischen Zwecken. 1964 wurde ein 18 Meter hoher Turm gebaut, der 1999 abgerissen und durch den 30 Meter hohen Turm aus Douglasienholz und Metall ersetzt wurde. Am Beutling befindet sich eine Schutzhütte für Wanderer.
Am Beutling befand sich zwischen 1891 und 1956 der Schützenplatz des Schützenvereins Wellingholzhausen.
Große Teile des Beutlings stehen als Naturschutzgebiet seit 1937 unter Naturschutz. Am Nordhang des Hügels befindet sich an der Beutlingsallee der Wanderparkplatz „Am Beutling“, von dem aus mehrere Wanderwege die Umgebung erschließen.